# Icarus Falls
| Recensione | Giudizio |
| ---------- | -------- |
| AllMusic   |          |
| Pitchfork  | 6,4/10   |

Icarus Falls è il secondo album in studio del cantante britannico Zayn, pubblicato il 14 dicembre 2018 dalla RCA Records. Si tratta di album pop, con elementi R&B, hip hop, funk ed elettropop.

## Promozione
I singoli Still Got Time e Dusk Till Dawn, pubblicati rispettivamente il 24 marzo e il 7 settembre 2017, sono stati inclusi solamente nella versione giapponese dell'album.
Il primo singolo, Let Me, è stato pubblicato il 12 aprile 2018. La canzone ha raggiunto la posizione #20 nella classifica britannica e la posizione #73 nella classifica statunitense. Il singolo ha ottenuto la certificazione disco d'oro in Australia e Nuova Zelanda. Il 30 novembre il video ufficiale del singolo ha raggiunto le 100 milioni di visualizzazioni. Si tratta del terzo video di Zayn a raggiungere tale obiettivo.
Il secondo singolo, Entertainer, è stato pubblicato il 23 maggio 2018. La canzone ha raggiunto la posizione #95 nella classifica britannica.
Il terzo singolo, Sour Diesel, è stato pubblicato il 18 luglio 2018. Il video ufficiale è stato distribuito il 18 aprile 2019.
Il quarto singolo, Too Much, è stato pubblicato il 2 agosto 2018. La canzone è in collaborazione con Timbaland. La canzone ha raggiunto la posizione #79 nella classifica britannica.
Il quinto singolo, Fingers, è stato pubblicato il 18 ottobre 2018.
Il sesto singolo, No Candle No Light, è stato pubblicato il 16 novembre 2018. La canzone è in collaborazione con Nicki Minaj. La canzone ha raggiunto la posizione #95 nella classifica australiana.
Il settimo singolo, Satisfaction, è stato pubblicato il 9 gennaio 2019.
L'ottavo singolo, Stand Still, è stato pubblicato il 14 aprile 2019.

### Singoli promozionali
Il primo singolo promozionale, Rainberry, è stato pubblicato il 30 novembre 2018. Con esso è stato reso disponibile il pre-ordine su iTunes.
Il secondo singolo promozionale, Good Years, è stato pubblicato il 6 dicembre 2018.
Il terzo singolo promozionale, There You Are, è stato pubblicato l'11 dicembre 2018.

## Tracce

### Edizione internazionale
1. Let Me – 3:05
2. Natural – 3:13
3. Back to Life – 3:15
4. Common – 3:52
5. Imprint – 3:10
6. Stand Still – 3:18
7. Tonight – 3:40
8. Flight of the Stars – 3:20
9. If I Got You – 3:19
10. Talk To Me – 3:00
11. There You Are – 3:19
12. I Don't Mind – 3:25
13. Icarus Interlude – 4:01
14. Good Guy – 2:34
15. You Wish You Knew – 3:25
16. Sour Diesel – 4:03
17. Satisfaction – 3:28
18. Scripted – 3:41
19. Entertainer – 3:22
20. All That – 3:19
21. Good Years – 3:00
22. Fresh Air – 2:48
23. Rainberry – 2:51
24. Insomnia – 2:55
25. No Candle No Light (feat. Nicki Minaj) – 3:15
26. Fingers – 2:51
27. Too Much (feat. Timbaland) – 3:07

### Edizione giapponese
1. Let Me – 3:05
2. Natural – 3:13
3. Back To Life – 3:15
4. Common – 3:52
5. Imprint – 3:10
6. Stand Still – 3:18
7. Tonight – 3:40
8. Flight of the Stars – 3:20
9. If I Got You – 3:19
10. Talk To Me – 3:00
11. There You Are – 3:19
12. I Don't Mind – 3:25
13. Icarus Interlude – 4:01
14. Dusk Till Dawn (feat. Sia) – 4:27
15. Good Guy – 2:34
16. You Wish You Knew – 3:25
17. Sour Diesel – 4:03
18. Satisfaction – 3:28
19. Scripted – 3:41
20. Entertainer – 3:22
21. All That – 3:19
22. Good Years – 3:00
23. Fresh Air – 2:48
24. Rainberry – 2:51
25. Insomnia – 2:55
26. No Candle No Light (feat. Nicki Minaj) – 3:15
27. Fingers – 2:51
28. Too Much (feat. Timbaland) – 3:07
29. Still Got Time (feat. PartyNextDoor) – 3:08

## Successo commerciale
Nella classifica giapponese delle vendite fisiche e digitali Icarus Falls ha esordito al 145º posto.

## Classifiche
| Classifica (2018) | Posizione massima |
| ----------------- | ----------------- |
| Belgio (Fiandre)  | 98                |
| Belgio (Vallonia) | 170               |
| Canada            | 24                |
| Danimarca         | 26                |
| Finlandia         | 31                |
| Francia           | 101               |
| Germania          | 63                |
| Irlanda           | 97                |
| Italia            | 65                |
| Norvegia          | 3                 |
| Paesi Bassi       | 40                |
| Portogallo        | 28                |
| Regno Unito       | 77                |
| Spagna            | 35                |
| Stati Uniti       | 61                |
| Svezia            | 30                |
| Svizzera          | 81                |